# Neea orosiana
Neea orosiana är en underblomsväxtart som beskrevs av Paul Carpenter Standley. Neea orosiana ingår i släktet Neea och familjen underblomsväxter. Inga underarter finns listade i Catalogue of Life.